# 黑棒

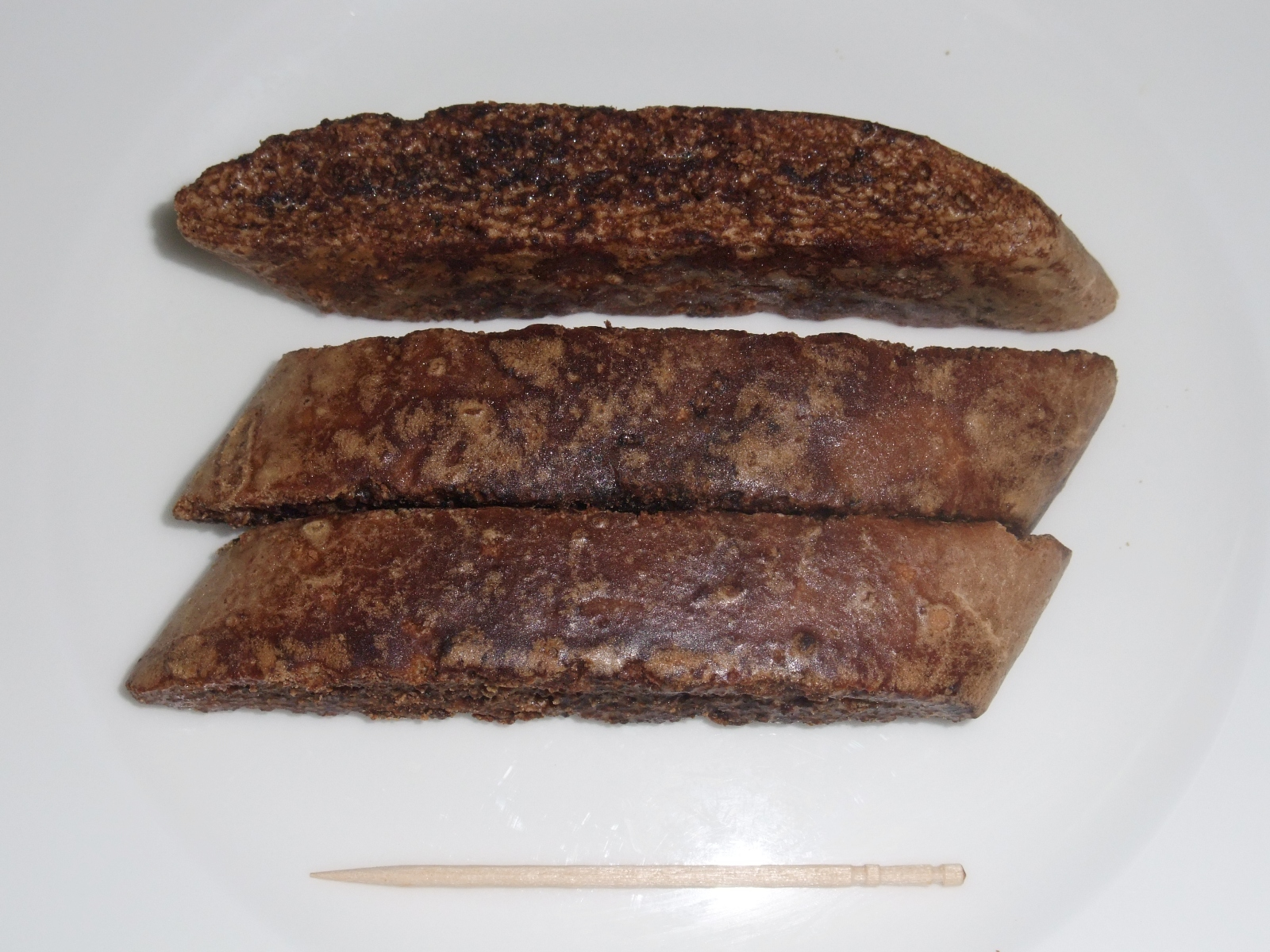
黑棒

黑棒（Kurobō，黒棒） 是一種主要在日本九州地區傳統製作的烘焙菓子。

## 概要
製作方法是將黑糖、雞蛋、小麥粉和小蘇打揉成麵糰後，讓其靜置，再將麵糰搓成條狀，放入烤箱中烘烤。烘烤後，將其切割成適當長度，再塗上以黑糖或生薑製成的糖蜜，最後乾燥保存。在當地方言中，這種菓子被稱為「くろんぼう（Kuronbō）」。
有些變化版會使用白糖代替黑糖，稱為「白棒（Shirobō）」。
此外，也有類似的菓子，如融合紫蘇葉製作的「紫蘇麵包（Shiso Pan，紫蘇パン）」。

## 歷史
黑棒的起源尚不明確。
直到明治時代之前，連名稱都尚未固定，僅作為一種九州地區常見的菓子而存在。
目前九州仍有小麥的生產，在過去，當地也普遍栽培甘蔗並生產黑糖，因此普遍認為黑棒是農家利用當地食材自製而成的甜點。
在黑糖主要產地——沖繩（琉球），黑棒也自古以來就被食用。
在第二次世界大戰期間，黑棒曾被作為日本軍隊的糧食。
由於製作成本低廉且易於大量生產，因此受到士兵們珍視，成為貴重的甜味來源。
如今，黑棒不僅限於九州地區，在日本全國各地也能買到。
由於售價便宜，經常被歸類為「駄菓子」（平價傳統零食）的一種，作為簡便的點心或行動糧食，至今仍受到現代日本人的喜愛。